# Радіаційний вплив
Радіаці́йний вплив (англ. Radiative forcing) — порушення енергетичного балансу системи Земля—атмосфера що відбувається наприклад після зміни концентрації двоокису вуглецю або зміни в випромінюванні Сонця. Позитивний радіаційний вплив має тенденцію до нагрівання поверхні, а негативний до охолодження поверхні.
| Екологія | Це незавершена стаття з екології. Ви можете допомогти проєкту, виправивши або дописавши її. |